# Initiative populaire « Interdiction des maisons de jeu »
L'initiative populaire fédérale « Interdiction des maisons de jeu » est une initiative populaire suisse, approuvée par le peuple et les cantons le 21 mars 1920.

## Contenu
L'initiative propose de modifier l'article 35 de la Constitution fédérale qui interdit les maisons de jeu sur le territoire suisse. Plus précisément, l'article introduit une définition pour la notion de « maison de jeu » comme étant « toute entreprise qui exploite des jeux de hasard », incluant donc également les kursaals.
Le texte complet de l'initiative peut être consulté sur le site de la Chancellerie fédérale.

## Déroulement

### Contexte historique
Lors de la révision de la Constitution fédérale en 1874, l'article 35 interdisant l'ouverture de maisons de jeu est créé, en même temps que des dispositions transitoires fixant la fermeture des maisons existantes dont la dernière, celle de Saxon, est close à la fin de l'année 1877. À partir de 1882 et pendant les quarante années suivantes, la définition de « maison de jeu » est l'objet d'interprétations et d'abus divers. Dans le but de préciser cette notion, un arrêté du Conseil fédéral du 12 septembre 1913 exclut les kursaals de la catégorie des maisons de jeu, mais indique que seul le jeu de la boule y est autorisé, à l'exclusion explicite de tout autre jeu d'argent et avec une mise maximale autorisée de 2 francs maximum.

### Récolte des signatures et dépôt de l'initiative
La récolte des 50 000 signatures nécessaires a débuté le 15 décembre 1913. Le 13 juillet 1914, l'initiative a été déposée à la chancellerie fédérale qui l'a déclarée valide le 13 novembre 1914.

### Discussions et recommandations des autorités
Le parlement et le Conseil fédéral recommandent le rejet de cette initiative. Dans son message, le Conseil fédéral met en garde contre une définition trop précise du terme de « maisons de jeu », tout en relevant que cette définition s'appuie sur l'expression « jeu de hasard », elle-même non définie. Contre l'avis du gouvernement qui préconise un rejet simple de l'initiative, le Parlement décide de lui apporter un contre-projet précisant que, si les maisons de jeu sont interdites, cette interdiction ne s'applique pas « aux entreprises de jeu qui poursuivent un but récréatif ou d'utilité publique, lorsque leur exploitation comporte les restrictions exigées par le bien public ».

### Votation
Initialement prévue le 8 février 1920, la votation est reportée de plus de sept mois à la suite d'une épidémie de fièvre aphteuse. Finalement soumise à la votation le 21 septembre 1920, l'initiative est acceptée par 13 2/2 cantons et par 55,3 % des suffrages exprimés. Le tableau ci-dessous détaille les résultats par cantons :
Le contre-projet du gouvernement est, quant à lui, rejeté par la totalité des cantons (à l'exception de celui de Nidwald) et 69,2 % des suffrages exprimés. Le tableau ci-dessous détaille les résultats par cantons pour ce contre-projet :
En raison de la complexité du système de décompte des voix en cas d'initiative populaire avec contre-projet, la publication finale des résultats prendra finalement plus d'une année et exigera trois décomptes, qui donneront trois résultats différents ainsi que deux rapports du Conseil fédéral.

## Effets
Quelques années après l'acceptation de cette initiative, les exploitants des kursaals, regroupés en comité, déposent une nouvelle Initiative populaire « Maintien des kursaals » visant à déléguer aux cantons le droit d'accorder à certains établissements sélectionnés un droit d'exploitation limité des jeux de hasard ; cette dernière initiative ayant été acceptée par le peuple et les cantons en 1928, la situation restera identique jusqu'en 1992 et l'abolition de cette interdiction.